# Vincent Jérôme

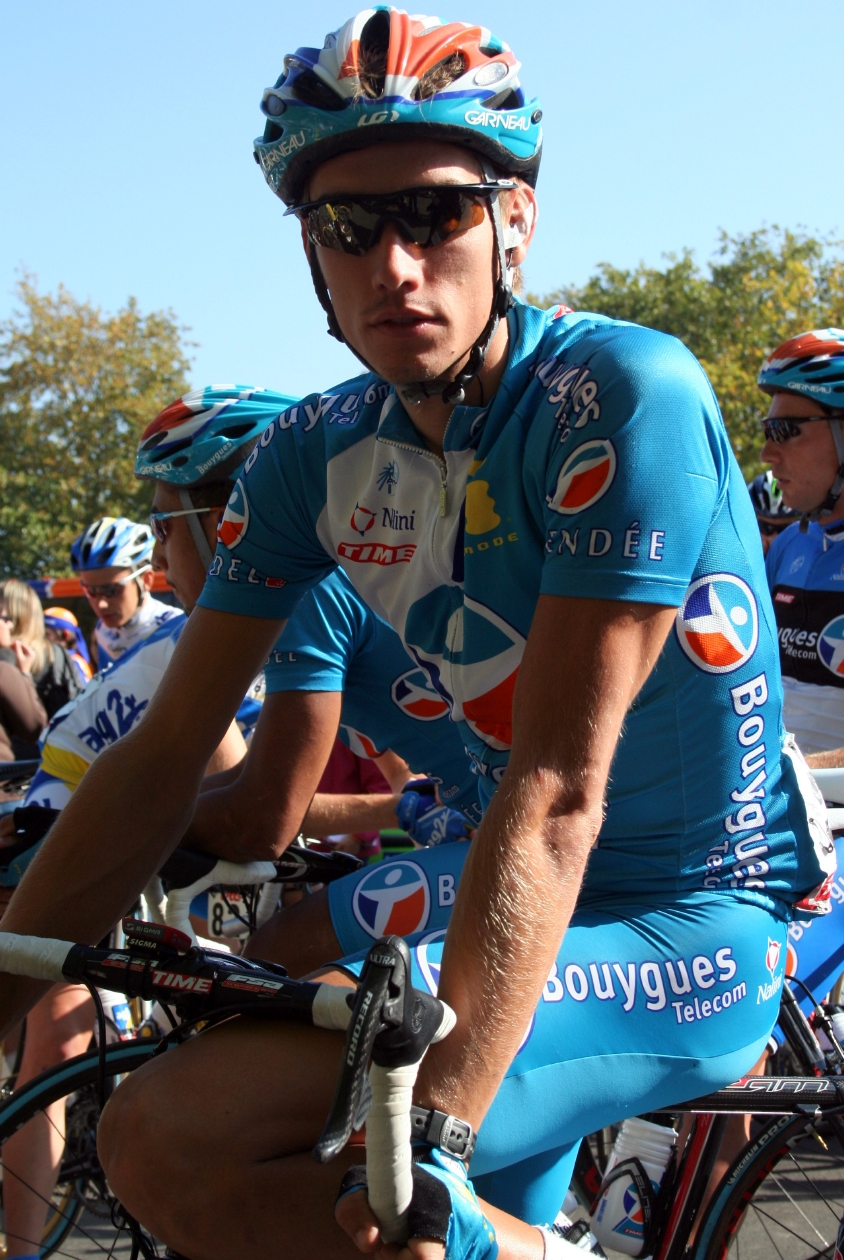
Vincent Jérôme

Vincent Jérôme (* 26. November 1984 in Château-Gontier) ist ein ehemaliger französischer Radrennfahrer.
Vincent Jérôme gewann 2004 Paris–Tours U23. Im nächsten Jahr gewann er den Grand Prix de Lys lez Lannoy und fuhr Ende der Saison bei dem ProTeam Bouygues Télécom als Stagiaire, wo er ab 2006 einen regulären Vertrag hatte. In seiner zweiten Saison dort konnte er das Eintagesrennen Tour du Doubs für sich entscheiden. Erst 2011 gewann er mit der Tro-Bro Léon wieder ein internationales Rennen.
Zum Ende des Jahres 2015 beendet er seine internationale Karriere als Aktiver. Er fuhr während seiner gesamten internationalen Laufbahn für dasselbe Radsportteam, welches seit 2011 in Team Europcar umbenannt wurde. Für diese Mannschaft bestritt er zweimal die Tour de France sowie fünfmal die Vuelta a España. Er konnte fünf dieser Grand Tours beenden.

## Erfolge
2004
- Paris–Tours U23

2007
- Tour du Doubs

2011
- Tro-Bro Léon